# Лавров, Алексей Петрович (протоиерей)
Алексей Петрович Лавров (фамилия при рождении Масальский) (1825 — 21 февраля (5 марта) 1891) — протоиерей, педагог.

## Биография
Родился в 1825 году. Сын сельского священника села Никольского Рыбинского уезда П. А. Масальского. Фамилию Лавров получил в Костромской духовной семинарии, к поступлению куда был приготовлен в школе у сельского дьякона. По окончании курса в семинарии (1846) поступил в Московскую духовную академию, которую в 1850 году окончил со степенью магистра. 
В декабре 1850 года был назначен учителем Смоленской духовной семинарии; преподавал физику, алгебру, геометрию и греческий язык. В июне 1851 года утверждён в степени магистра богословия.
В 1853 году был переведён в Ярославскую духовную семинарию, где преподавал библейскую историю. По принятии сана священника в 1862 году был назначен преподавателем богословия в ярославском Демидовском лицее (профессор богословия с 1875 года). С 1865 года преподавал Закон Божий в Ярославской гимназии. Был одним из видных местных деятелей на поприще духовного образования. В епархиальном женском училище был деятельным инспектором классов; принимал постоянно участие в местных съездах духовенства.
В «Ярославских епархиальных ведомостях» напечатано несколько его проповедей и статей по вопросам духовного ведомства. Отдельно изданы его «Записки по предмету Закона Божия» и руководства для гимназий по истории церкви «Очерк истории христианской церкви» и «Очерк истории Русской церкви», выдержавшие по нескольку изданий.
По прошению был уволен в 1890 году. 
Умер 21 февраля (5 марта) 1891 года.